# 加比亚诺
加比亚诺（義大利語：Gabiano），是意大利亚历山德里亚省的一个市镇。总面积17.8平方公里，人口1244人，人口密度69.9人/平方公里（2009年）。ISTAT代码为006077。